# Unibra
Unibra is een in België gevestigd bedrijf dat vooral actief is op de Afrikaanse drankenmarkt.

## Geschiedenis

### Brouwerij
In 1829 startte landbouwer Édouard Caulier een bierbrouwerij in Neufvilles. In 1852 opende hij in Bergen een tweede brouwerij. Onder zijn zoon Edmond Caulier, senator en burgemeester, kende het bedrijf een enorme groei. In 1869 opende in Brussel een nieuwe brouwerij. Unibra werd in 1960 door Michel Relecom van de zesde generatie van de brouwersfamilie Caulier gecreëerd door de fusie van vier brouwerijen in wat nu de Democratische Republiek Congo heet. Het bedrijf werd in 1961 onder Belgisch recht opgericht.
De groep was in 1964 een van de stichters van Skol International, een joint venture tussen vier brouwerijen om het Skol-biermerk mondiaal te verdelen. Unibra heeft nog steeds de verkooprechten voor Afrika in handen. Het bedrijf is in zes Afrikaanse landen actief en Skol is het populairste biermerk in Guinee en Congo-Kinshasa.
In 1987 verwierf het de controle over de Sobragui-brouwerij (Société des brasseries de Guinée) in Conakry, Guinee, dewelke haar voornaamste productieplaats werd na de verkoop van vijf brouwerijen en drie productie-eenheden voor frisdranken in Congo in 1996. Enkel de licentie op het merk Skol in Afrika werd behouden. Na het overlijden van oprichter Michel Relecom in 1994 werd Pierre Drion voorzitter van de raad van bestuur, een functie die hij tot 2002 uitoefende. Vervolgens werd de weduwe van Michel Relecom, Maïté Relecom, voorzitster van de raad van bestuur.
Begin 2010 werd Michels zoon Thibault Relecom voorzitter van het directiecomité van Unibra. Later dat jaar haalde Red House, de Luxemburgse holding die hoofdaandeelhouder van Unibra was, de groep van de beurs. Ondertussen keerde Unibra terug naar haar Afrikaanse brouwersactiviteiten. De groep bouwde een brouwerij in Rwanda uit en ging brouwerijpartnerschappen in Congo, Guinee en Madagaskar aan. In 2012 betrad Unibra samen met het op Mauritius gevestigde Phoenix Beverages in samenwerking met de Nouvelle Brasserie de Madagascar SA de biermarkt van Madagaskar.
In augustus 2015 kocht de holding 29% van de aandelen van brouwerij Martens in Bocholt. Dit belang werd in 2018 terug aan Jan en Fons Martens verkocht.
In 2018 verkocht Unibra haar belang van 58% in de Ethiopische brouwerij Zebidar aan de Franse groep Castel. De Ethiopische brouwerij was pas een jaar eerder opgericht.

### Overige activiteiten
Unibra investeert eveneens in privéaandelen en vastgoed. Zo was de groep in de jaren 1960 actief met vastgoedprojecten in Spanje en lanceerde ze in de jaren 1970 een vastgoedinvesteringsprogramma in de Verenigde Staten. In de jaren 1980 werd Unibra Engineering opgericht, gespecialiseerd in brouwerijtechnologie. In 2000 werd de groep referentieaandeelhouder van het Franse mediabedrijf Média-Participations. Deze belangen werden in 2016 verkocht.